# Mike Dietz
Mike Dietz (* 16. September 1990) ist ein Deutscher Floorballspieler beim schwedischen Drittligisten IBK Uppsala Teknologer. Dietz ist Goalie der deutschen Floorballnationalmannschaft.

## Karriere
Mike Dietz begann seine Karriere beim Bundesligisten ETV Piranhhas Hamburg. Der deutsche Dachverband Floorball Deutschland zeichnete Dietz als Floorballer des Jahres 2012 aus. Von 2014 bis 2016 spielte Dietz für mehrere schwedischen Vereine. 2016 wechselte Mike Dietz zurück nach Hamburg, wo er bis 2019 spielte. Von den Piranhhas wechselte er abermals nach Schweden zu Gävle GIK. Nach Gävle folgten weitere Stationen in Schweden. Seit 2021 spielt Dietz für IBK Uppsala Teknologer. Für die deutsche Floorballnationalmannschaft spielt Dietz seit 2007. Zunächst bis 2009 in der U19-Nationalmannschaft; seit 2011 bei den Herren.